# Koczkodan leśny
Koczkodan leśny (Chlorocebus dryas) – słabo poznany gatunek ssaka naczelnego z podrodziny koczkodanów (Cercopithecinae) w obrębie rodziny koczkodanowatych (Cercopithecidae). 

## Taksonomia
Gatunek po raz pierwszy zgodnie z zasadami nazewnictwa binominalnego opisał w 1932 roku niemiecki zoolog Ernst Schwarz, nadając mu nazwę Cercopithecus dryas. Miejsce typowe to Lomely, prowincja Sankuru, Demokratyczna Republika Konga. Holotyp to płaska skóra i wypchana czaszka młodocianego samca (sygnatura RMCA 11350) ze zbiorów Królewskiego Muzeum Afryki Środkowej w Tervuren.
Zwykle uważany za gatunek z rodzaju Cercopithecus w grupie gatunkowej dryas, jednak dane molekularne, zachowania żywieniowe, lokomocja i morfologia czaszki wskazują na to, że gatunek ten należy do rodzaju Chlorocebus, a nie do Cercopithecus. Analiza genomu wskazuje również, że w przeszłości u tego gatunku występował przepływ genów z innymi gatunkami z rodzaju Chlorocebus, co dodatkowo potwierdza hipotezę, że C. dryas jest gatunkiem z rodzaju Chlorocebus. Niemniej jednak C. dryas pod względem morfologicznym wydaje się odbiegać od innych gatunków z Chlorocebus, co sugeruje, że najlepiej byłoby włączyć go do odrębnego, monotypowego rodzaju. Taxon solongo jest traktowany jako młodszy synonim C. dryas, ale potrzebne są dalsze badania nad zmiennością morfologiczną.
Autorzy Illustrated Checklist of the Mammals of the World uznają ten takson za gatunek monotypowy.

### Etymologia
- Chlorocebus: gr. χλωρος khlōros „bladozielony, żółty”; κηβος kēbos „długoogoniasta małpa”[10].
- dryas: w mitologii greckiej Driady (gr. Δρυας Dryas) były nimfami drzew; w aluzji do siedliska leśnego lub pełnego wdzięku wyglądu[11].

## Zasięg występowania
Koczkodan leśny występuje w Kotlinie Konga w Demokratycznej Republice Konga (Prowincja Równikowa) w Kokolopori Bonobo Reserve i Lomami National Park; dokładne granice zasięgu niepewne.

## Morfologia
Długość ciała (bez ogona) 35–58 cm, długość ogona samic 50 cm; masa ciała samic 2,3 kg, samców 3 kg. Korona mahoniowa sięga do nasady ogona z białymi pośladkami, naszywkami na brwi, klatką piersiową i brodą. Szyja i policzki pomarańczowe. Dojrzałe pośladki i jądra samca mają mocny niebieski kolor. Ogon zmienia się od bardzo ciemnego do jasnoszarego z czarną, pikowaną końcówką. Spód ogona jest biały oprócz czarnego paska, który wyrasta 50 mm od odbytu.

## Ekologia
Uważany za bardzo tajemniczy gatunek, ukrywający się w zaroślach dolnych warstw gęstego lasu wtórnego. Żywi się owocami, liśćmi, pędami, nasionami, owadami i grzybami.  

## Status zagrożenia i ochrona
Odkrycie z 2019 roku drugiej odrębnej populacji tego gatunku w górnych basenach rzek Lomami i Lualaba doprowadziło do podniesienia statusu ochrony z krytycznie zagrożonego na zagrożony. Prawdopodobnie gatunek ten liczy mniej niż 250 dorosłych osobników. Występuje także w Lomami National Park.